# Nodulisporium gregarium
Nodulisporium gregarium är en svampart som först beskrevs av Berk. & M.A. Curtis, och fick sitt nu gällande namn av J.A. Mey. 1959. Nodulisporium gregarium ingår i släktet Nodulisporium och familjen kolkärnsvampar.   Inga underarter finns listade i Catalogue of Life.